# 135 Pułk Piechoty Limerick
135 pułk piechoty Limerick (ang. 135th (Limerick) Regiment of Foot) – pułk piechoty brytyjskiej sformowany w 1796 przez sir Vere Hunta, rozformowany jeszcze w tym samym roku.
Żołnierze tego pułku nie wzięli udziału w żadnych działaniach zbrojnych, jednak sam oddział przeszedł do historii jako ten z najwyższym numerem porządkowym spośród wszystkich brytyjskich pułków liniowych.